# Asteroid in Love
Asteroid in Love (jap. 恋する小惑星 Koisuru asutoroido) – czteropanelowa manga autorstwa Quro, publikowana na łamach magazynu „Manga Time Kirara Carat” wydawnictwa Hōbunsha od stycznia 2017 do czerwca 2024.
Na jej podstawie studio Doga Kobo wyprodukowało serial anime, który emitowano od stycznia do marca 2020.

## Fabuła
W dzieciństwie dziewczynka o imieniu Mira Konohata zaprzyjaźnia się z Ao Manaką, którą błędnie bierze za chłopca, i składa jej obietnicę odkrycia asteroidy. Po wstąpieniu do liceum Mira dołącza do klubu nauk o ziemi, będącego połączeniem szkolnych klubów astronomii i geologii, i ponownie spotyka się z Ao, dowiadując się, że w rzeczywistości jest ona dziewczyną. Wraz z innymi członkami klubu Mira i Ao biorą udział w różnych zajęciach astronomicznych i geologicznych w nadziei, że pewnego dnia odkryją asteroidę.

## Bohaterowie
- Mira Konohata (jap. 木ノ幡 みら Konohata Mira)

Seiyū: Tomoyo Takayanagi 
- Ao Manaka (jap. 真中 あお Manaka Ao)

Seiyū: Megumi Yamaguchi 
- Mai Inose (jap. 猪瀬 舞 Inose Mai)

Seiyū: Maria Sashide 
- Mikage Sakurai (jap. 桜井 美景 Sakurai Mikage)

Seiyū: Nao Tōyama 
- Mari Morino (jap. 森野 真理 Morino Mari)

Seiyū: Sumire Uesaka 
- Moe Suzuya (jap. 鈴矢 萌 Suzuya Moe)

Seiyū: Reina Ueda 
- Yuki Endō (jap. 遠藤 幸 Endō Yuki)

Seiyū: Lynn 
- Yuu Nanami (jap. 七海 悠 Nanami Yuu)

Seiyū: Sumire Morohoshi 
- Chikage Sakurai (jap. 桜井 千景 Sakurai Chikage)

Seiyū: Konomi Kohara 
- Misa Konohata (jap. 木ノ幡 みさ Konohata Misa)

Seiyū: Mai Fuchigami 
- Megu Suzuya (jap. 鈴矢 芽 Suzuya Megu)

Seiyū: Natsu Yorita 
- Sayuri Ibe (jap. 伊部 小百合 Ibe Sayuri)

Seiyū: Aoi Koga 
- Ayano Usami (jap. 宇佐美 綾乃 Usami Ayano)

Seiyū: Megumi Nakajima 

## Manga
Manga ukazywała się od 28 stycznia 2017 do 28 czerwca 2024 w magazynie „Manga Time Kirara Carat”. Wydawnictwo Hōbunsha zebrało jej rozdziały w 6 tankōbonach, wydawanych od 27 marca 2018 do 27 sierpnia 2024.
| Nr | Data wydania (język japoński) | ISBN (język japoński)  |
| -- | ----------------------------- | ---------------------- |
| 1  | 27 marca 2018                 | ISBN 978-4-8322-4936-3 |
| 2  | 27 maja 2019                  | ISBN 978-4-8322-7095-4 |
| 3  | 27 lutego 2020                | ISBN 978-4-8322-7167-8 |
| 4  | 27 maja 2021                  | ISBN 978-4-8322-7277-4 |
| 5  | 26 stycznia 2023              | ISBN 978-4-8322-7433-4 |
| 6  | 27 sierpnia 2024              | ISBN 978-4-8322-9568-1 |

## Anime
Adaptacja w formie telewizyjnego serialu anime została ogłoszona w kwietniowym numerze magazynu „Manga Time Kirara Carat”, wydanym 28 lutego 2019. Serial został zanimowany przez studio Doga Kobo i wyreżyserowany przez Daisuke Hiramakiego. Scenariusz napisała Yuka Yamada, postacie zaprojektował Jun Yamazaki, a muzykę skomponował Takurō Iga. 12-odcinkowy serial był emitowany od 3 stycznia do 27 marca 2020 na antenach AT-X, Tokyo MX, SUN, KBS, TVA i BS11. Motywem otwierającym jest „Aruiteikō!” (jap. 歩いていこう！) autorstwa Nao Tōyamy, a kończącym „Yozora” (jap. 夜空) w wykonaniu Minori Suzuki. Prawa do streamingu serii nabył Crunchyroll.

### Lista odcinków
| №   | Tytuł                                                                           | Premiera         |
| --- | ------------------------------------------------------------------------------- | ---------------- |
| 1   | Their Promise Futari no yakusoku (二人の約束)                                   | 3 stycznia 2020  |
| 2   | The Riverside Milky Way Kawara no amanogawa (河原の天の川)                      | 10 stycznia 2020 |
| 3   | Memories Are Treasures Omoide wa takaramono (思い出はたからもの)                | 17 stycznia 2020 |
| 4   | Exciting! Summer Camp! Wakuwaku! Natsu gasshuku! (わくわく！ 夏合宿!)           | 24 stycznia 2020 |
| 5   | Everyone’s Summer Break Sorezore no natsuyasumi (それぞれの夏休み)              | 31 stycznia 2020 |
| 6   | Hoshizaki Festival! Hoshizaki-sai! (星咲祭!)                                    | 7 lutego 2020    |
| 6,5 | Sparkle’s Special Issue KiraKira tokubetsu-gō (KiraKira特別号)                  | 14 lutego 2020   |
| 7   | The Starry Sky is a Time Machine Hoshizora wa taimu mashin (星空はタイムマシン) | 21 lutego 2020   |
| 8   | Winter Diamond Fuyu no daiyamondo (冬のダイヤモンド)                            | 28 lutego 2020   |
| 9   | True Feelings Hontō no kimochi (本当の気持ち)                                   | 6 marca 2020     |
| 10  | Rain With Occasional Fortune Telling Ame tokidoki uranai (雨ときどき占い)       | 13 marca 2020    |
| 11  | Shining Star Challenge! Kiraboshi charenji! (きら星チャレンジ!)                 | 20 marca 2020    |
| 12  | Connected Cosmos Tsunagaru uchū (つながる宇宙)                                  | 27 marca 2020    |